# Odsonne Édouard
Odsonne Édouard (* 16. ledna 1998 Kourou) je francouzský profesionální fotbalista, který hraje na pozici útočníka v anglickém klubu Crystal Palace FC.
V červenci 2011, poté, co prošel akademií AF Bobigny, přešel Édouard do mládežnického týmu Paris Saint-Germain. Sezónu 2016/17 strávil na hostování v jiném prvoligovém francouzském klubu Toulouse FC. Následující sezónu odešel na hostování s opcí do skotského Celticu, kde získal domácí treble. V létě 2018 přestoupil do klubu na trvalo za částku okolo 10 miliónů euro. V poslední den letního přestupového období roku 2021 přestoupil do anglického Crystal Palace, kde při svém debutu, dne 11. září, vstřelil dvě branky.
Édouard je bývalým mládežnickým francouzským reprezentantem. V roce 2015 vyhrál s reprezentací do 17 let Mistrovství Evropy; na turnaji vstřelil 8 branek, díky čemuž se stal nejlepším střelcem, a získal také ocenění pro nejlepšího hráče závěrečného turnaje.

## Klubová kariéra

### Paris Saint-Germain
Édouard se narodil v obci Kourou ve Francouzské Guyaně. Do akademie Paris Saint-Germain nastoupil v roce 2011 z amatérského týmu AF Bobigny. V lednu 2016 získal ocenění Titi d'Or pro nejlepšího hráče akademie podle fanoušků. S týmem do 19 let se dostal do finále Juniorské ligy, které nakonec vyhrála londýnská Chelsea po výhře 2:1. Édouard během soutěže vstřelil tři branky a přidal tři asistence.
Dne 27. dubna 2016 podepsal svou první profesionální smlouvu v klubu. V létě 2016 byl Édouard zařazen do A-týmu na předsezónní soustředění.

#### Toulouse (hostování)
Dne 8. srpna 2016 odešel Édouard na roční hostování do Toulouse. V klubu debutoval 14. srpna 2016 v zápase proti Marseille, když v 74. minutě vystřídal Issiagu Syllu. Édouard vstřelil svůj první profesionální gól 19. listopadu, a to do sítě FC Metz, když v nastavení druhého poločasu snižoval na konečných 1:2.
Dne 30. března 2017 byl Édouard obviněn z toho, že 11. února střelil do kolemjdoucího airsoftovou zbraní a zasáhl jej do hlavy. V důsledku incidentu bylo jeho hostování v Toulouse předčasně ukončeno.

#### Celtic (hostování)
Dne 31. srpna 2017 odešel Édouard na roční hostování do skotského klubu Celtic FC. Při svém debutu v dresu glasgowského klubu 8. září se střelecky prosadil do sítě Hamilton Academical FC, a pomohl tak Celticu k vítězství 4:1. O čtyři dny později debutoval také v zápase Ligy mistrů, a to když v utkání proti svému mateřskému klubu, Paris Saint-Germain, vystřídal v 69. minutě Leigha Griffithse. 2. prosince téhož roku zaznamenal svůj první hattrick v kariéře, a to při výhře 5:1 nad Motherwellem v Celtic Parku.
Dne 11. března 2018 vstřelil vítězný gól v 69. minutě derby proti Rangers na Ibrox Stadium a 29. dubna přidal další dva góly při výhře 5:0 nad stejným soupeřem, a pomohl Celticu k zisku sedmého po sobě jdoucího ligového titulu. Nakonec v sezóně odehrál 29 utkání a skóroval 11krát, přispěl tak k domácímu treble pro glasgowský celek.

### Celtic
Dne 15. června 2018 přestoupil Édouard do Celticu na trvalo za poplatek ve výši asi 10 miliónů euro, stal se tak historicky nejdražší posilou skotského klubu. Překonal tak Chrise Suttona a Johna Hartsona, kteří přišli v letech 2000, respektive 2001, za částku okolo 6 milionů liber. Édouard v klubu podepsal čtyřletou smlouvu. V červenci téhož roku se dostal do užšího výběru 100 hráčů na cenu Golden Boy 2018; byl jediným fotbalistou hrajícím ve Skotsku, který byl na toto ocenění nominován. Ve svém prvním zápase sezóny dal Édouard úvodní branku při vítězství 3:0 nad Alaškertem Jerevan v prvním předkole Ligy mistrů UEFA 2018/19.
Dne 25. května 2019 Édouard dvakrát skóroval při výhře Celticu nad Hearts ve finále skotského poháru a zajistil tak zisk historického „treble treble“, tedy k výhře v Premiership, ve skotském poháru a ve skotském ligovém poháru ve třech po sobě jdoucích sezónách.
Édouard byl nejlepším střelcem ve skotské nejvyšší soutěži v sezóně 2019/20, která byla předčasně ukončena kvůli pandemii covidu-19, když v 27 zápasech vstřelil 21 ligových branek.

### Crystal Palace
Dne 31. srpna 2021 přestoupil Édouard do anglického prvoligového klubu Crystal Palace, kde podepsal čtyřletou smlouvu. Debutoval 11. září v zápase proti Tottenhamu Hotspur, když v 84. minutě vystřídal Christiana Bentekeho, ve stejné minutě se střelecky prosadil po přihrávce Wilfrieda Zahy a v nastaveném čase dal gól na konečných 3:0 po asistenci Conora Gallaghera.

## Reprezentační kariéra
Po jeho působivých výkonech na klubové úrovni byl v roce 2015 Édouard nominován trenérem Jeanem-Claudem Guitinim na Mistrovství Evropy do 17 let. Turnaj Francie vyhrála a Édouard se stal jak nejlepším střelcem (v pěti zápasech vstřelil rekordních osm branek), tak nejlepším hráčem turnaje. Ve finále proti Německu vstřelil hattrick při výhře 4:1.

## Statistiky

### Klubové
K 11. září 2021
| Klub             | Sezóna  | Liga                 | Liga   | Liga | Národní pohár | Národní pohár | Ligový pohár | Ligový pohár | Evropské poháry | Evropské poháry | Celkem | Celkem |
| Klub             | Sezóna  | Liga                 | Zápasy | Góly | Zápasy        | Góly          | Zápasy       | Góly         | Zápasy          | Góly            | Zápasy | Góly   |
| ---------------- | ------- | -------------------- | ------ | ---- | ------------- | ------------- | ------------ | ------------ | --------------- | --------------- | ------ | ------ |
| Toulouse (host.) | 2016/17 | Ligue 1              | 16     | 1    | 0             | 0             | 1            | 0            | 0               | 0               | 17     | 1      |
| Celtic (host.)   | 2017/18 | Scottish Premiership | 22     | 9    | 3             | 2             | 1            | 0            | 3               | 0               | 29     | 11     |
| Celtic           | 2018/19 | Scottish Premiership | 32     | 15   | 4             | 2             | 3            | 0            | 13              | 5               | 52     | 22     |
| Celtic           | 2019/20 | Scottish Premiership | 27     | 21   | 4             | 1             | 3            | 0            | 13              | 6               | 47     | 28     |
| Celtic           | 2020/21 | Scottish Premiership | 31     | 18   | 1             | 0             | 1            | 0            | 7               | 4               | 40     | 22     |
| Celtic           | 2021/22 | Scottish Premiership | 4      | 2    | 0             | 0             | 1            | 1            | 6               | 0               | 11     | 3      |
| Celtic           | Celkem  | Celkem               | 94     | 56   | 9             | 3             | 8            | 1            | 39              | 15              | 150    | 75     |
| Crystal Palace   | 2021/22 | Premier League       | 1      | 2    | 0             | 0             | –            | –            | –               | –               | 1      | 2      |
| Celkem           | Celkem  | Celkem               | 133    | 68   | 12            | 5             | 10           | 1            | 42              | 15              | 197    | 89     |

## Ocenění

### Klubové

#### Celtic
- Scottish Premiership: 2017/18,[36] 2018/19,[37] 2019/20[38]
- Scottish Cup: 2018/19,[39] 2019/20[40]
- Scottish League Cup: 2018/19,[41] 2019/20[42]

### Reprezentační

#### Francie U17
- Mistrovství Evropy do 17 let: 2015[43]

### Individuální
- Nejlepší fotbalista Scottish Premiership: 2019/20[44]
- Nejlepší hráč Mistrovství Evropy do 17 let: 2015[45]
- Nejlepší střelec Mistrovství Evropy do 17 let: 2015[46]
- Jedenáctka sezóny Mistrovství Evropy do 17 let: 2015[47]